# Ống kính Canon EF-S 18–135mm
Canon EF-S 18–135mm lens là ống kính zoom chuẩn từ góc rộng cho tới tele ngắn cho các máy ảnh phản xạ ống kính đơn kỹ thuật số sử dụng định dạng cảm biến APS-C. Với tiêu cự tối đa 135mm, nó có thể được xếp vào dạng siêu zoom, dù dải zoom của nó không lớn bằng một số ống như EF-S 18–200mm.
Phiên bản đầu tiên: f/3.5–5.6 IS, sản xuất vào năm 2009 với giá khởi điểm US$499.99. Trường nhìn quy đổi trên full-frame tương đương 28,8-216mm. Nó được dùng làm ống kính bộ cho EOS 7D, EOS 60D, và kèm bộ với EOS 600D tại một số thị trường.
Phiên bản thứ hai: f/3.5–5.6 IS STM, được công bố vào 8-6-2012, cùng thời điểm với EOS 650D. STM là "Mô-tơ bước", công nghệ lấy nét mới mà Canon mô tả là "mượt mà và êm ái hơn", "rất hiệu quả khi dùng trong chế độ Live view và quay video" của 650D (cũng như các thân máy trong tương lai). Giá khởi điểm của nó là US$549.99 khi bắt đầu đưa vào sản xuất. Nó là một trong hai tùy chọn ống kính bộ cho 650D cũng như EOS 700D. Tại một số thị trường thì nó được dùng làm ống kính bộ cho Canon EOS 70D.
Phiên bản thứ 3 và cũng là mới nhất: EF-S 18-135mm f/3.5-5.6 IS USM, ra mắt tháng 2-2016. Đặc điểm chính là USM và có cổng kết nối với phụ kiện Power Zoom Adapter PZ-E1, sử dụng trong quay video giúp zoom mượt mà hơn. Nó được dùng làm ống kính bộ cho 80D, cả hai được công bố vào cùng 1 ngày.

## Thông số kỹ thuật
| Thuộc tính              | f/3.5–5.6 IS           | f/3.5–5.6 IS STM       | f/3.5–5.6 IS USM       |                        |
| ----------------------- | ---------------------- | ---------------------- | ---------------------- | ---------------------- |
| Image                   |                        |                        |                        |                        |
| Đặc điểm chính          |                        |                        |                        |                        |
| Tương thích full-frame  | Không                  | Không                  | Không                  |                        |
| Ổn định hình ảnh        | Có (4 stop)            | Có (4 stop)            | Có (4 stop)            |                        |
| Chống thời tiết         | Không                  | Không                  | Không                  |                        |
| USM                     | Không                  | Không                  | Có, dạng nano          |                        |
| Mô-tơ bước              | Không                  | Có                     | Không                  |                        |
| Dòng L                  | Không                  | Không                  | Không                  |                        |
| Giảm nhiễu xạ quang học | Không                  | Không                  | Không                  |                        |
| Macro                   | Không                  | Không                  | Không                  |                        |
| Nút khóa zoom           | Không                  | Có                     | Có                     |                        |
| Dữ liệu kỹ thuật        |                        |                        |                        |                        |
| Khẩu độ lớn nhất        | f/3.5-5.6              | f/3.5-5.6              | f/3.5-5.6              |                        |
| Khẩu độ nhỏ nhất        | f/22-38                | f/22-38                | f/22-38                |                        |
| Cấu trúc                | 12 nhóm / 16 thấu kính | 12 nhóm / 16 thấu kính | 12 nhóm / 16 thấu kính | 12 nhóm / 16 thấu kính |
| Số lá khẩu              | 6                      | 7                      | 7                      |                        |
| Khoảng lấy nét gần nhất | 0.45m                  | 0.39m                  | 0.39m                  |                        |
| Độ phóng đại tối đa     | 0.21x                  | 0.28x                  | 0.28x                  |                        |
| Góc nhìn ngang          | 64°30'–9°30'           | 64°30'–9°30'           | 64°30'–9°30'           |                        |
| Góc nhìn chéo           | 74°20'–11°30'          | 74°20'–11°30'          | 74°20'–11°30'          |                        |
| Góc nhìn dọc            | 45°30'–6°20'           | 45°30'–6°20'           | 45°30'–6°20'           |                        |
| Dữ liệu vật lý          |                        |                        |                        |                        |
| Khối lượng              | 455g                   | 480g                   | 515g                   |                        |
| Đường kính tối đa       | 75.4 mm                | 77 mm                  | 77.4 mm                |                        |
| Chiều dài               | 101mm                  | 96mm                   | 96mm                   |                        |
| Đường kính kính lọc     | 67mm                   | 67mm                   | 67mm                   |                        |
| Phụ kiện                |                        |                        |                        |                        |
| Hood                    | EW-73B                 | EW-73B                 | EW-73D                 |                        |
| Thông tin ra mắt        |                        |                        |                        |                        |
| Thời điểm ra mắt        | Tháng 9-2009           | Tháng 6-2012           | Tháng 3-2016           |                        |
| Đang sản xuất?          | Có                     | Có                     | Có                     |                        |
| Giá khởi điểm US$       | $499.00                | $549.00                | $599.00                |                        |